# Boulon (Calvados)
Pour les articles homonymes, voir Boulon (homonymie).
Boulon est une commune française, située dans le département du Calvados dans la région de la Normandie, peuplée de 816 habitants.

## Géographie
| Clinchamps-sur-Orne              | Laize-la-Ville, Fresney-le-Puceux | Bretteville-sur-Laize |
| Mutrécy, Saint-Laurent-de-Condel | Boulon                            | Bretteville-sur-Laize |
| Saint-Laurent-de-Condel          | Saint-Laurent-de-Condel, Barbery  | Bretteville-sur-Laize |

### Hydrographie
La commune est située dans le bassin Seine-Normandie. Elle est drainée par le cours d'eau 01 de la Source Yvette, le Tourtous, le fossé 01 de la Fontaine Guéret, le fossé 01 des Céleris et le ruisseau du Val Distrait,,.

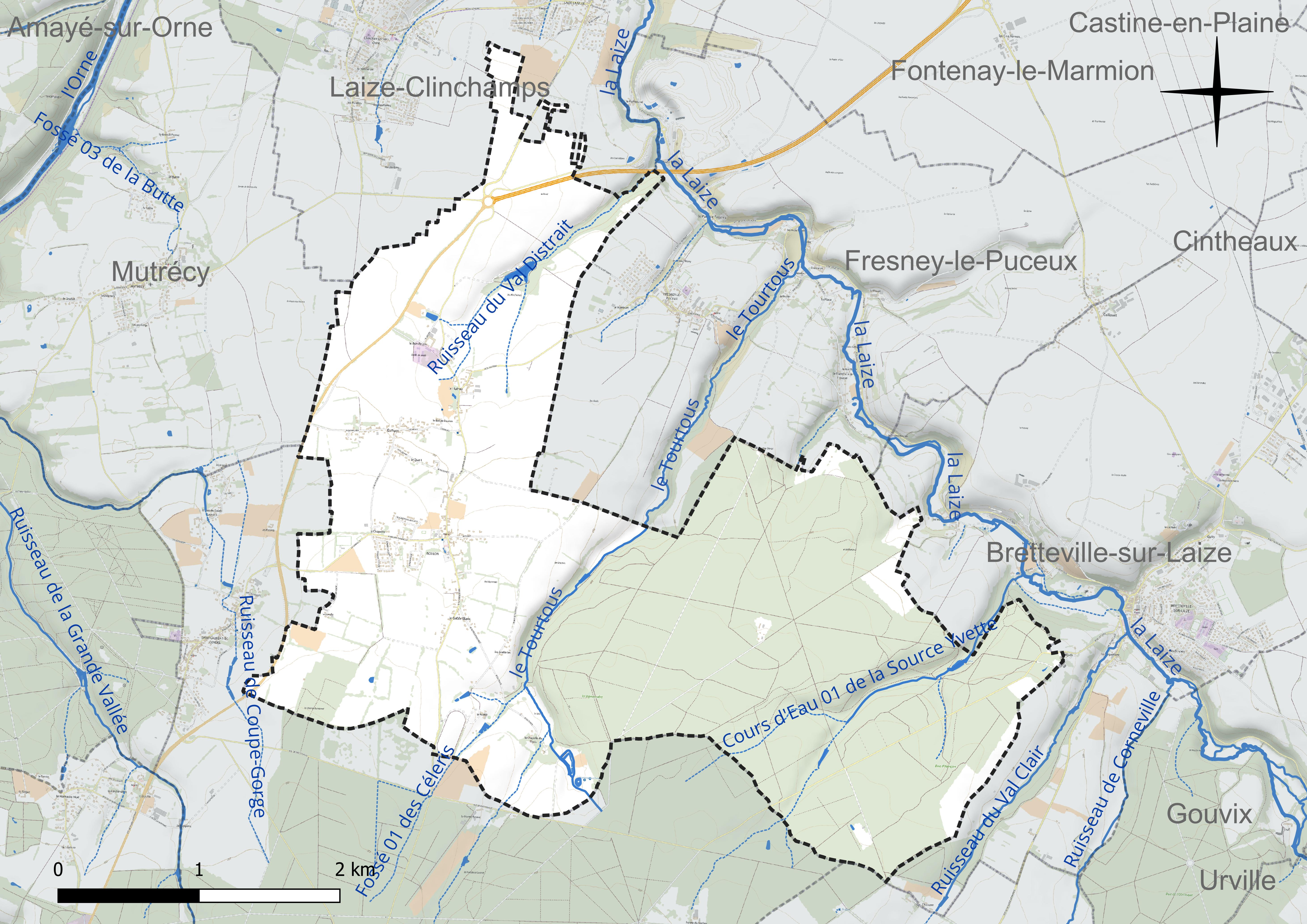
Réseau hydrographique de Boulon.

Un plan d'eau complète le réseau hydrographique : le plan d'eau 1 de la commune de Boulon (1,2 ha),.

### Climat
Pour des articles plus généraux, voir Climat de la Normandie et Climat du Calvados.
En 2010, le climat de la commune est de type climat océanique altéré, selon une étude du CNRS s'appuyant sur une série de données couvrant la période 1971-2000. En 2020, Météo-France publie une typologie des climats de la France métropolitaine dans laquelle la commune est exposée à un climat océanique et est dans la région climatique  Normandie (Cotentin, Orne), caractérisée par une pluviométrie relativement élevée (850 mm/a) et un été frais (15,5 °C) et venté. Parallèlement le GIEC normand, un groupe régional d'experts sur le climat, différencie quant à lui, dans une étude de 2020, trois grands types de climats pour la région Normandie, nuancés à une échelle plus fine par les facteurs géographiques locaux. La commune est, selon ce zonage, exposée à un « climat des plateaux abrités », correspondant à la plaine agricole de Caen à Falaise, sous le vent des collines de Normandie et proche de la mer, se caractérisant par une pluviométrie et des contraintes thermiques modérées.
Pour la période 1971-2000, la température annuelle moyenne est de 10,3 °C, avec  une amplitude thermique annuelle de 12,2 °C. Le cumul annuel moyen de précipitations est de 773 mm, avec 12 jours de précipitations en janvier et 7,8 jours en juillet. Pour la période 1991-2020, la température moyenne annuelle observée sur la station météorologique la plus proche, située sur la commune de Fresney-le-Vieux à 5 km à vol d'oiseau, est de 10,8 °C et le cumul annuel moyen de précipitations est de 826,3 mm,. Pour l'avenir, les paramètres climatiques de la commune estimés pour 2050 selon différents scénarios d'émission de gaz à effet de serre sont consultables sur un site dédié publié par Météo-France en novembre 2022.

## Urbanisme

### Typologie
Au 1er janvier 2024, Boulon est catégorisée commune rurale à habitat dispersé, selon la nouvelle grille communale de densité à 7 niveaux définie par l'Insee en 2022.
Elle est située hors unité urbaine. Par ailleurs la commune fait partie de l'aire d'attraction de Caen, dont elle est une commune de la couronne,. Cette aire, qui regroupe 296 communes, est catégorisée dans les aires de 200 000 à moins de 700 000 habitants,.

### Occupation des sols
L'occupation des sols de la commune, telle qu'elle ressort de la base de données européenne d'occupation biophysique des sols Corine Land Cover (CLC), est marquée par l'importance des territoires agricoles (52,5 % en 2018), une proportion sensiblement équivalente à celle de 1990 (52,9 %). La répartition détaillée en 2018 est la suivante : 
forêts (45,2 %), terres arables (32,5 %), prairies (20 %), zones urbanisées (2,3 %). L'évolution de l'occupation des sols de la commune et de ses infrastructures peut être observée sur les différentes représentations cartographiques du territoire : la carte de Cassini (XVIIIe siècle), la carte d'état-major (1820-1866) et les cartes ou photos aériennes de l'IGN pour la période actuelle (1950 à aujourd'hui).

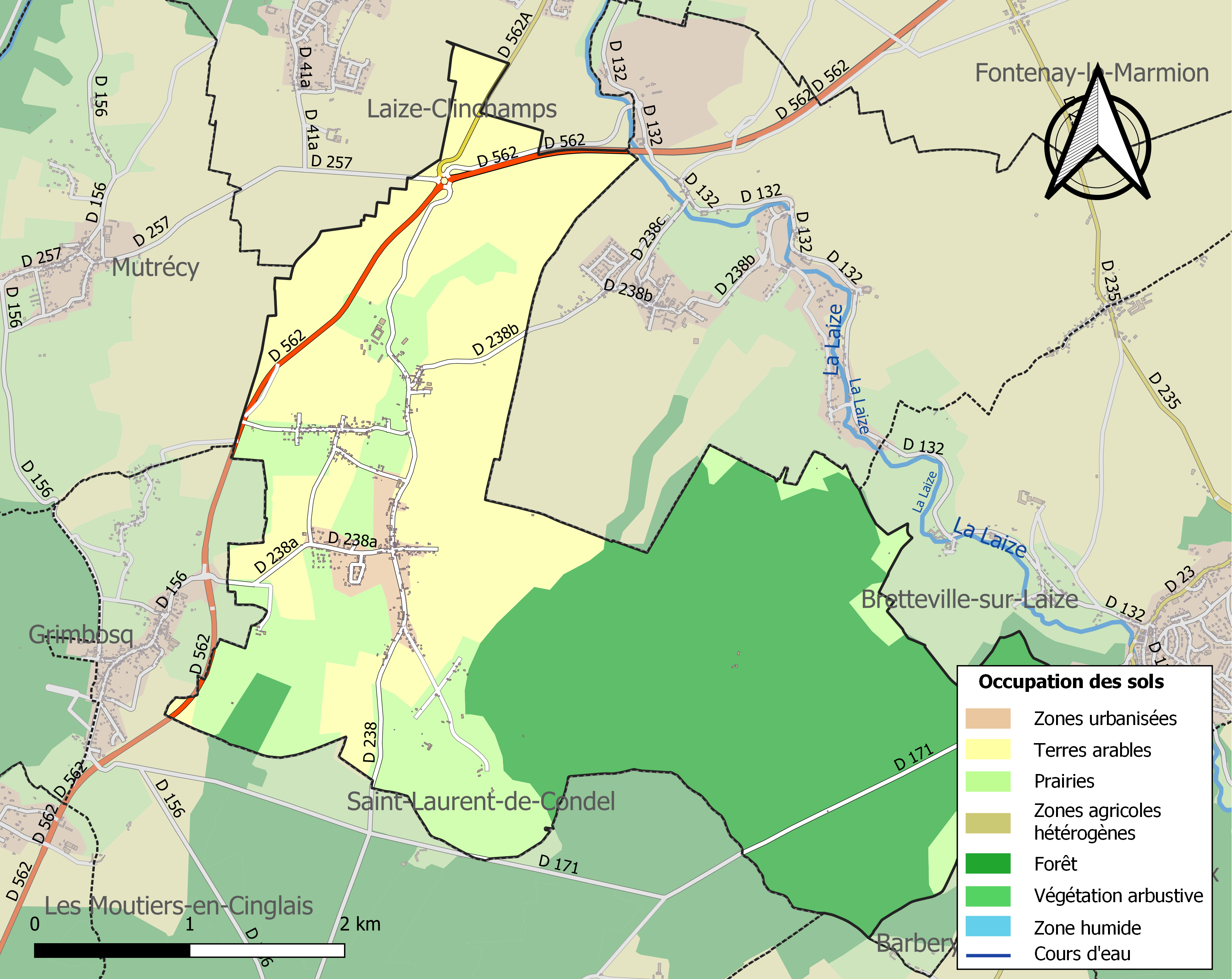
Carte des infrastructures et de l'occupation des sols de la commune en 2018 (CLC).

## Toponymie
Le nom de la localité est attesté sous les formes Bolonem en 1028 - 1063 (Fauroux 66) ; [Gauterius de] Bulum 1063 - 1066 (Fauroux 225) ; Bolun en 1070 (charte de l'abbaye de Fontenay) ; [ecclesia de] Bolunno en 1070 - 1079 (Bates 149) ; Bolon en 1219 (ch. de Barbery, n° 249) ; Boullon en 1475 (dénombr. de l'évêché de Bayeux).
Le nom de la commune est peut-être issu de l'anthroponyme norrois Boli ou de boul, ancienne forme de bouleau, suivi du norrois lundr « bois » (cf. ancien normand londe).
Cette explication est incompatible avec les formes les plus anciennes qu'Albert Dauzat ignorait (il ne cite que Bolun en 1070 et Bolon en 1219). Il s'agit sans doute d'un toponyme prélatin inanalysable en l'état des sources.
Remarque : les toponymes de Normandie en -lon issu du lundr présente généralement des formes anciennes en -lunt / -lont ce qui n'est jamais le cas ici malgré les nombreuses occurrences. En outre, -lon n'y est jamais complété par une désinence comme pour Boulon (Bolonem, Bulum, Bolunno).
Le gentilé est Boulonnais.

## Histoire
La commune était autrefois traversée par une voie romaine allant de Vieux à Boulon en passant par le bac du Coudray. En 1850, on découvrit dans les vestiges de cette voie une tête de femme sculptée.
Le 9 mai 1860, les hameaux de Calery et de Gable-Blanc sont transférés de Fresney-le-Puceux à Boulon.

## Politique et administration
| Période                                  | Période   | Identité        | Étiquette | Qualité                   |
| ---------------------------------------- | --------- | --------------- | --------- | ------------------------- |
| ?                                        | mars 2001 | Dominique Carre |           |                           |
| mars 2001                                | mars 2008 | Christiane Aze  |           | Salariée                  |
| mars 2008                                | mars 2014 | Michel Stéphan  |           | Retraité (industrie)      |
| mars 2014                                | En cours  | Bernard Leblanc | SE        | Responsable de restaurant |
| Les données manquantes sont à compléter. |           |                 |           |                           |

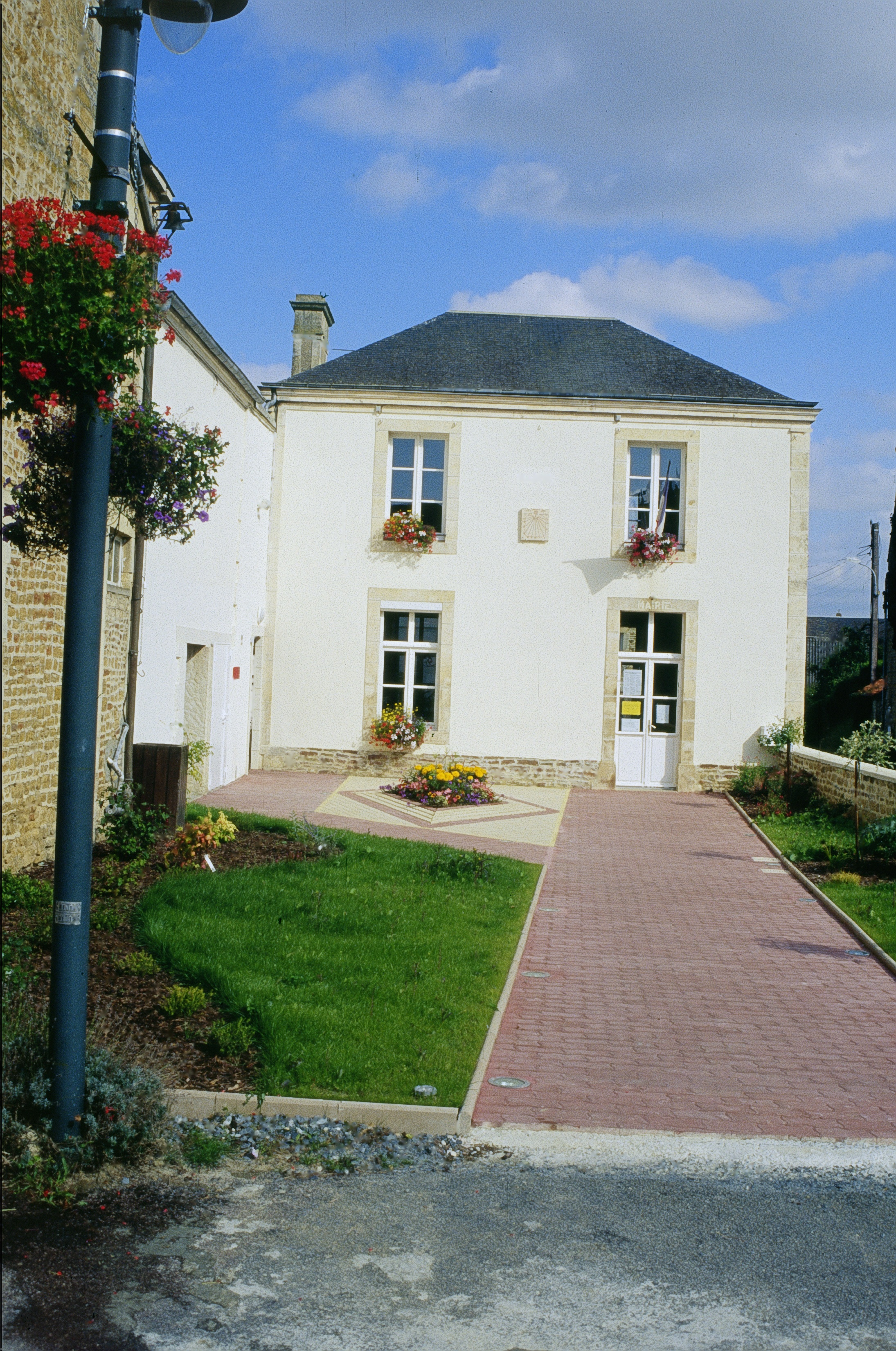
La mairie.

Le conseil municipal est composé de quinze membres dont le maire et deux adjoints.

## Démographie
L'évolution du nombre d'habitants est connue à travers les recensements de la population effectués dans la commune depuis 1793. Pour les communes de moins de 10 000 habitants, une enquête de recensement portant sur toute la population est réalisée tous les cinq ans, les populations de référence des années intermédiaires étant quant à elles estimées par interpolation ou extrapolation. Pour la commune, le premier recensement exhaustif entrant dans le cadre du nouveau dispositif a été réalisé en 2004.
En 2022, la commune comptait 816 habitants, en évolution de +24,96 % par rapport à 2016 (Calvados : +1,58 %, France hors Mayotte : +2,11 %).
| 1793 | 1800 | 1806 | 1821 | 1831 | 1836 | 1841 | 1846 | 1851 |
| ---- | ---- | ---- | ---- | ---- | ---- | ---- | ---- | ---- |
| 657  | 743  | 756  | 642  | 593  | 660  | 632  | 620  | 611  |

| 1856 | 1861 | 1866 | 1872 | 1876 | 1881 | 1886 | 1891 | 1896 |
| ---- | ---- | ---- | ---- | ---- | ---- | ---- | ---- | ---- |
| 642  | 741  | 783  | 752  | 735  | 685  | 615  | 571  | 618  |

| 1901 | 1906 | 1911 | 1921 | 1926 | 1931 | 1936 | 1946 | 1954 |
| ---- | ---- | ---- | ---- | ---- | ---- | ---- | ---- | ---- |
| 565  | 470  | 436  | 409  | 401  | 420  | 401  | 542  | 532  |

| 1962 | 1968 | 1975 | 1982 | 1990 | 1999 | 2004 | 2006 | 2009 |
| ---- | ---- | ---- | ---- | ---- | ---- | ---- | ---- | ---- |
| 457  | 406  | 458  | 589  | 592  | 554  | 570  | 578  | 585  |

| 2014 | 2019 | 2022 | - | - | - | - | - | - |
| ---- | ---- | ---- | - | - | - | - | - | - |
| 653  | 736  | 816  | - | - | - | - | - | - |

## Lieux et monuments
- L'église Saint-Pierre. Elle remonte à l'époque romane, mais de nombreuses transformations et restaurations eurent lieu entre les XVe et XVIe siècles. Le portail de l'église est classé au titre des monuments historiques par arrêté du 30 décembre 1913[32].
- La chapelle Saint-Jean-Baptiste, dite « Saint-Jean-de-Malpas », construite dans un style néogothique au XIXe siècle.
- Vestiges et chapelle castrale d'un ancien château, fondé peut être au XIIe et remanié au XVIe siècle[33], des seigneurs du Cinglais, les sires de Tesson. Le site est situé sur une petite hauteur, à environ 1,6 km au sud-sud-est de l'église, en lisière de la forêt de Cinglais, localement appelée bois d'Alençon, près de la ferme de la Chapelle de Thuis[34].
- Le lavoir du haut de Boulon inscrit à l'Inventaire général du patrimoine culturel[35].
- Le lavoir dit de « l'ès rue ».
- La Fontaine Bouillante, source qui doit son nom à ce qu'elle était autrefois « jaillissante »[36].

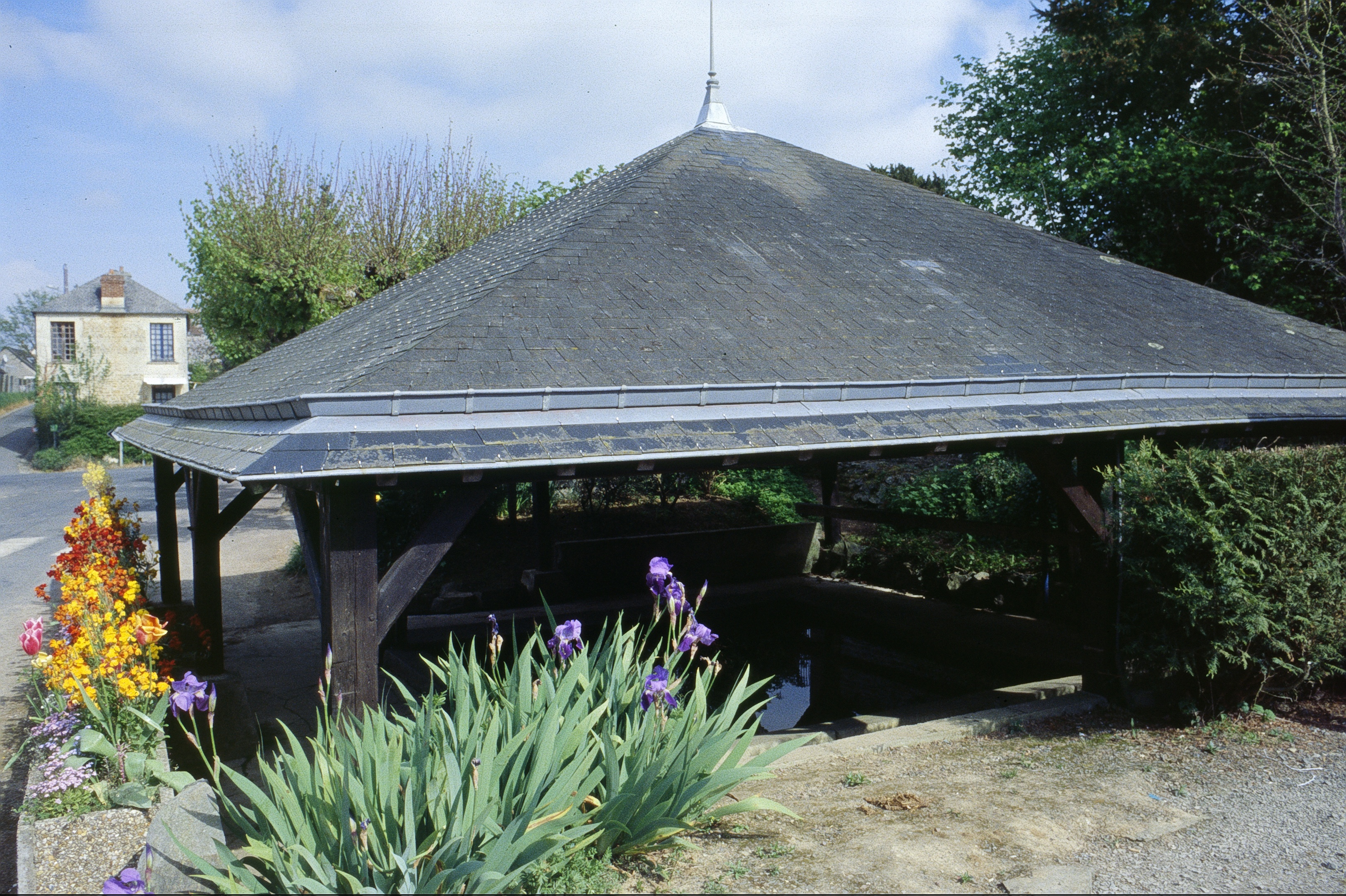
Le lavoir proche de la mairie.
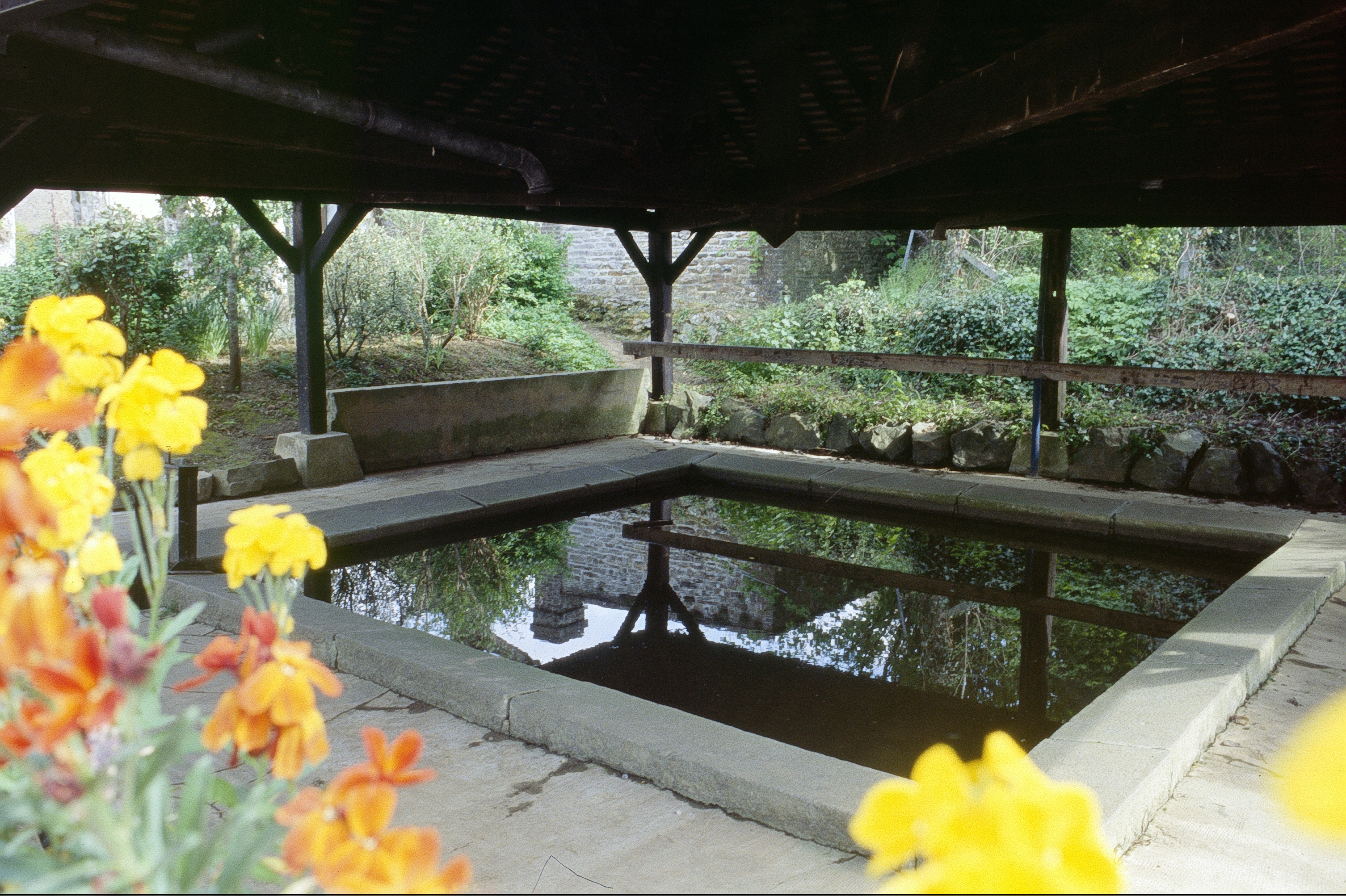
Le lavoir de Boulon au printemps.
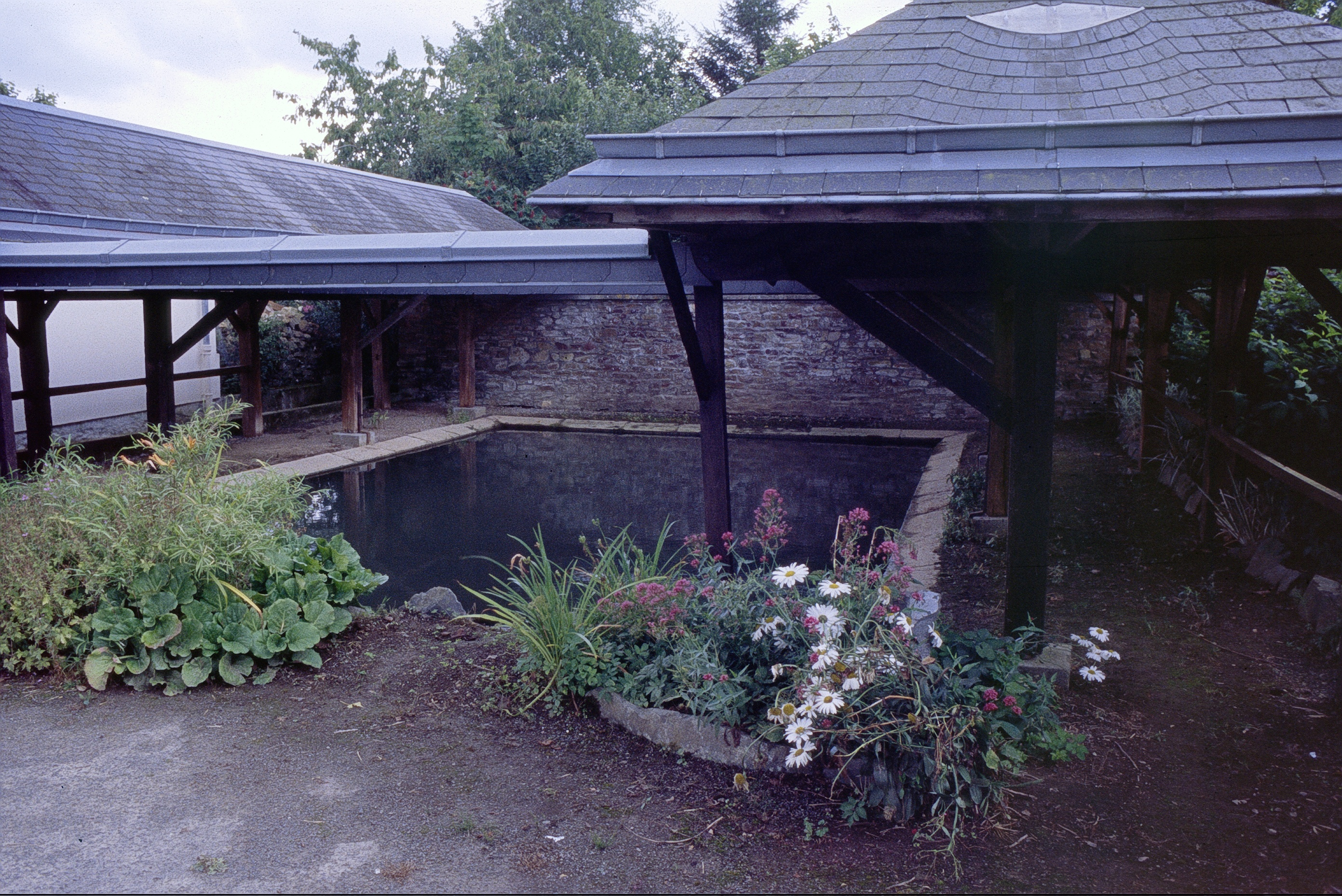
Le lavoir dit de « l'ès rue ».
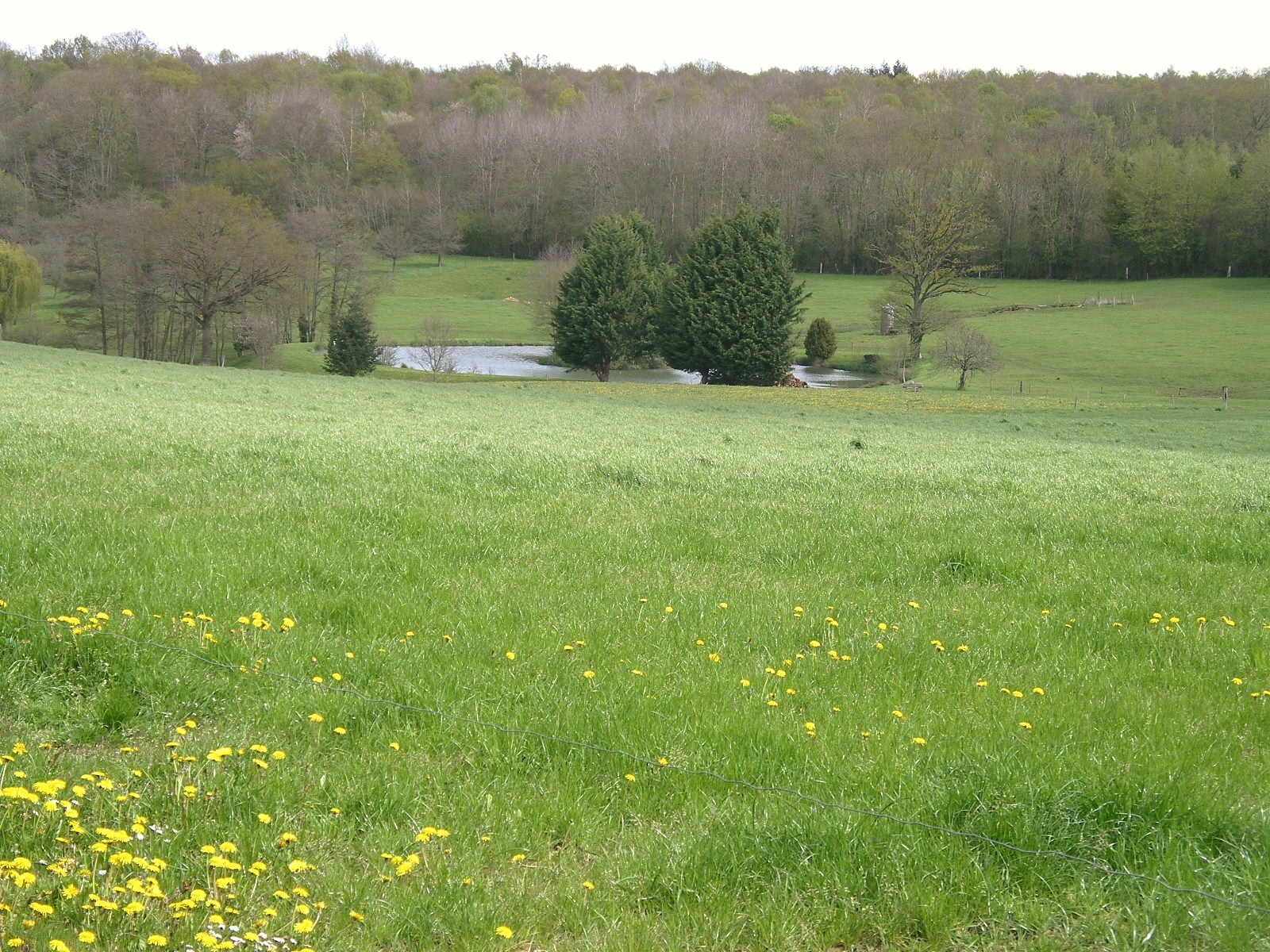
L'étang de la Fontaine Bouillante.

## Sources, notes et références